# جانفرانکو پیری
جانفرانکو پیری (ایتالیایی: Gianfranco Pieri؛ زادهٔ ۶ february ۱۹۳۷ (۸۸ سال)) بازیکن بسکتبال اهل ایتالیا بود. وی در بازی‌های المپیک تابستانی ۱۹۶۰ و ۱۹۶۴ شرکت کرده‌است.